# SBMG
SBMG, afkorting van Sawtu Boys Money Gang, was een Nederlandse rapformatie uit Amsterdam. Het duo bestond uit Chyvon Pala (Chivv) en Henk Mando (Henkie T).

## Biografie
De ex-leden zijn beide opgegroeid in Kraaiennest, een deel van de Bijlmer in Amsterdam-Zuidoost. De twee kennen elkaar al jaren waaruit een hechte vriendschap is ontstaan, die zich verder ontplooide op de middelbare school. In deze tijd is de liefde voor muziek ontstaan. In 2013 besloten ze om muzikaal te gaan samenwerken. De eerste maanden sinds de oprichting vormden ze een trio met Bryan Oduro (BKO).
De naam is afgeleid van de naam van de Surinaamse band Sawtu Boys, waar een neef van Henkie T. in speelt. Sawtu Boys betekent zoute jongens en in overdrachtelijke zin jongens met geld. Het duo wijzigde deze naam in Sawtu Boys Money Gang en korte deze in tot SBMG. Op 15-jarige leeftijd brachten de twee het nummer Heel arrogant uit en haalden daar hun eerste optredens mee binnen. Binnen een jaar gaf het duo meer dan 200 optredens. Ze treden op in Nederland en België.
Hun populariteit behaalden ze aanvankelijk vooral op YouTube. Dit viel op bij Kees de Koning van het label Top Notch die ze in 2014 een contract aanbood. Hun debuutsingle Oeh na na kwam in de hitlijsten niet verder dan de Tip 30, maar werd daarentegen een hit op het internet. Anouk wijdde een tweet aan de aanstekelijkheid van het nummer. Op YouTube werd het binnen een jaar 4,5 miljoen maal bekeken en nog weer later voor de 10 miljoenste keer. Sinds 2015 staan ze geregeld in de Single Top 100.
SBMG is sinds 2019 uit elkaar, Henkie T is onafhankelijk verder gegaan onder het label QuatroVision en Chivv is solo verdergegaan onder het label Un4gettable Music. De reden voor de breuk is vooralsnog onbekend.

## Discografie

### Albums
| Jaar | Naam                     | Vlag van Nederland | Vlag van Nederland | Vlag van België | Vlag van België | Opmerkingen                |
| Jaar | Naam                     | 100                | weken              | 200             | weken           | Opmerkingen                |
| ---- | ------------------------ | ------------------ | ------------------ | --------------- | --------------- | -------------------------- |
| 2014 | Money gang               | -                  | -                  | -               | -               | debuutalbum                |
| 2016 | Richting kraaie          | 6                  | 47                 | -               | -               | geen hitnotering in België |
| 2016 | No Mickey Mouse Business | 9                  | 46                 | -               | -               | geen hitnotering in België |
| 2018 | Metro 53                 | 1 (1wk)            | 26                 | 27              | 13              |                            |

### Singles
| Jaar | Act                                                                                     | Nummer               | Vlag van Nederland | Vlag van Nederland | Opmerkingen                                     |
| Jaar | Act                                                                                     | Nummer               | 100                | Weken              | Opmerkingen                                     |
| ---- | --------------------------------------------------------------------------------------- | -------------------- | ------------------ | ------------------ | ----------------------------------------------- |
| 2015 | SBMG met Broederliefde en Kalibwoy                                                      | Alaka                | 17                 | 39                 | nr. 36 in Nederlandse Top 40                    |
| 2015 | SBMG met Broederliefde                                                                  | Hard work pays off   | 78                 | 3                  |                                                 |
| 2015 | SBMG met Sevn Alias, Louis, D-Double, Lijpe en Hef                                      | Mandela              | 58                 | 8                  |                                                 |
| 2015 | SBMG                                                                                    | Dansen               | 88                 | 2                  | tip in Vlaamse Ultratop 50                      |
| 2016 | SBMG                                                                                    | Hard gaan            | 70                 | 6                  |                                                 |
| 2016 | SBMG met Kevin                                                                          | Langs je rij         | 93                 | 1                  |                                                 |
| 2016 | SBMG met Emms                                                                           | Ze wilt niet         | 97                 | 1                  |                                                 |
| 2016 | SBMG met Broederliefde, Jonna Fraser, Hef, Ronnie Flex en RMB                           | Narcos               | 89                 | 1                  |                                                 |
| 2016 | SBMG met D-Double en Broederliefde                                                      | Kibra                | 21                 | 8                  | tip 2 in Top 40                                 |
| 2016 | SBMG met Jayh en Broederliefde                                                          | Ballon               | 20                 | 11                 | nr. 36 in Top 40                                |
| 2016 | SBMG met Lijpe en D-Double                                                              | Strijders            | 92                 | 1                  |                                                 |
| 2016 | SBMG                                                                                    | No Mickey            | 69                 | 3                  |                                                 |
| 2016 | SBMG                                                                                    | Caribbean            | 56                 | 5                  |                                                 |
| 2016 | SBMG met ChildsPlay                                                                     | Ze weten van je      | 93                 | 1                  |                                                 |
| 2016 | SBMG met Latifah                                                                        | Laag / boven         | 47                 | 14                 |                                                 |
| 2016 | SBMG                                                                                    | Mode met guap        | 68                 | 1                  |                                                 |
| 2016 | SBMG met Jonna Fraser                                                                   | Who do u love        | 72                 | 1                  |                                                 |
| 2016 | SBMG met Hef, Sevn Alias en D-Double                                                    | Hustlers             | 89                 | 1                  |                                                 |
| 2017 | SBMG en Navi                                                                            | Concreet             | 72                 | 7                  |                                                 |
| 2017 | SBMG met Lil' Kleine & DJ Stijco                                                        | 4x duurder           | 2                  | 28                 | nr. 9 in Top 40 / tip 20 in Vlaamse Ultratop 50 |
| 2017 | SBMG en DJ Diquenza                                                                     | Pull Up Game Strong  | 10                 | 18                 | tip in Vlaamse Ultratop 50                      |
| 2017 | SBMG met Rotjoch United, MocroManiac, Eves Laurent, Jozo, LouiVos, Pietju Bell en Kempi | Appelsap 2017        | 76                 | 1                  |                                                 |
| 2017 | SBMG met Navi                                                                           | Drop top             | 15                 | 6                  | tip 8 in Top 40 / tip in Vlaamse Ultratop 50    |
| 2017 | SBMG met Equalz                                                                         | 1 op 1               | 44                 | 4                  |                                                 |
| 2017 | SBMG met Melisa Imani                                                                   | In God We Trust      | 90                 | 2                  |                                                 |
| 2018 | SBMG met $hirak                                                                         | Beng                 | 20                 | 6                  |                                                 |
| 2018 | SBMG met Esko                                                                           | Doe je Research      | 54                 | 1                  |                                                 |
| 2018 | SBMG met Lil' Kleine                                                                    | Gedrag               | 3                  | 12                 | tip 1 in Top 40 / tip 15 in Vlaamse Ultratop 50 |
| 2018 | SBMG met Boef                                                                           | Lit                  | 2                  | 24                 | tip 2 in Top 40 / tip 27 in Vlaamse Ultratop 50 |
| 2018 | SBMG                                                                                    | Wagwan               | 9                  | 4                  |                                                 |
| 2018 | SBMG met Jayh en Zefanio                                                                | Metro 53             | 36                 | 1                  |                                                 |
| 2018 | SBMG met D-Double, MocroManiac en Josylvio                                              | Herres               | 39                 | 1                  |                                                 |
| 2018 | SBMG met Kojo Funds                                                                     | Fuckboy              | 41                 | 1                  |                                                 |
| 2018 | SBMG met Elliven                                                                        | LV/Dita              | 55                 | 1                  |                                                 |
| 2018 | SBMG met Frenna                                                                         | No Lacking           | 60                 | 1                  |                                                 |
| 2018 | SBMG                                                                                    | Recipe               | 69                 | 1                  |                                                 |
| 2018 | SBMG met Elliven                                                                        | Je gaat niet halen   | 82                 | 1                  |                                                 |
| 2018 | SBMG                                                                                    | Kloezoe              | 90                 | 1                  |                                                 |
| 2018 | SBMG met Monsif                                                                         | Trust Me             | 91                 | 1                  |                                                 |
| 2018 | SBMG                                                                                    | In Love With a Huzla | 98                 | 1                  |                                                 |
| 2018 | SBMG met $hirak, Lil' Kleine, Boef en Ronnie Flex                                       | Miljonair            | 1                  | 30                 | nr. 6 in top 40 / nr. 25 in Vlaamse Ultratop 50 |
| 2018 | SBMG met Jonna Fraser                                                                   | La vida loca         | 13                 | 10                 |                                                 |